# Canadian Soccer League 2007
La Canadian Soccer League 2007 fue la décima edición de la liga de fútbol canadiense. Estuvo organizado por la Asociación Canadiense de Fútbol y participaron 10 clubes.
Al final del campeonato, los cuatro mejores clubes de cada conferencia participaron en rondas eliminatorias para definir a los dos finalistas. Toronto Croatia y Serbian White Eagle disputaron la final del torneo el 27 y 28 de octubre de 2007. Toronto Croatia ganó la serie por un marcador global de 4-1 y se coronó campeón del certamen.
El torneo también entregó varios, entre ellos, al jugador más valioso que fue Nicolas Lesage del Trois-Rivières Attak, así como también el máximo goleador del torneo y el técnico del año que fue James McGilivary del St. Catharines Wolves, entre otros.

## Tabla general

### Conferencia Nacional
| Posición              | Equipo                | PJ | PG | PP | PE | GF | GC | GD  | Puntos |
| --------------------- | --------------------- | -- | -- | -- | -- | -- | -- | --- | ------ |
| 1                     | St. Catharines Wolves | 22 | 12 | 4  | 6  | 36 | 19 | +17 | 42     |
| 2                     | Trois-Rivières Attak  | 22 | 10 | 4  | 8  | 48 | 29 | +19 | 38     |
| 3                     | North York Astros     | 22 | 5  | 12 | 5  | 32 | 55 | -23 | 20     |
| 4                     | Windsor Border Stars  | 22 | 5  | 13 | 4  | 33 | 49 | -16 | 19     |
| 5                     | London City           | 22 | 3  | 17 | 2  | 15 | 82 | -67 | 11     |
| Estadísticas finales. |                       |    |    |    |    |    |    |     |        |

 PJ = Partidos jugados; PG = Partidos ganados; PP = Partidos perdidos; PE = Partidos empatados;
GF = Goles a favor; GC = Goles en contra; GD = Goles de diferencia
| \| \| Equipos clasificados a una ronda eliminatoria \| |                                               |
|                                                        | Equipos clasificados a una ronda eliminatoria |

### Conferencia Internacional
| Posición              | Equipo               | PJ | PG | PP | PE | GF | GC | GD  | Puntos |
| --------------------- | -------------------- | -- | -- | -- | -- | -- | -- | --- | ------ |
| 1                     | Serbian White Eagles | 22 | 14 | 5  | 3  | 55 | 31 | +24 | 45     |
| 2                     | Toronto Croatia      | 22 | 10 | 1  | 11 | 42 | 16 | +26 | 41     |
| 3                     | Italia Shooters      | 22 | 11 | 4  | 7  | 44 | 17 | +27 | 40     |
| 4                     | Canadian Lions       | 22 | 6  | 7  | 9  | 40 | 36 | +4  | 27     |
| 5                     | Portuguese Supra     | 22 | 4  | 13 | 5  | 31 | 42 | -11 | 17     |
| Estadísticas finales. |                      |    |    |    |    |    |    |     |        |

 PJ = Partidos jugados; PG = Partidos ganados; PP = Partidos perdidos; PE = Partidos empatados;
GF = Goles a favor; GC = Goles en contra; GD = Goles de diferencia
| \| \| Equipos clasificados a una ronda eliminatoria \| |                                               |
|                                                        | Equipos clasificados a una ronda eliminatoria |

## Final
- Toronto Croatia 4–1 Serbian White Eagles.[3]
- Serbian White Eagles 0–0 Toronto Croatia.[3]

## Premios
- Jugador más valioso: Nicolas Lesage, Trois-Rivières Attak[1]
- Goleador: Nicolas Lesage, Trois-Rivières Attak[1]
- Técnico del año: James McGilivary, St. Catharines Wolves[1]
- Mejor portero: Claudio Perri, St. Catharines Wolves[1]